# 松岡佑起
松岡 佑起（まつおか ゆうき、1986年1月14日 - ）は、日本の陸上競技選手（長距離種目）、京都府綴喜郡田辺町（現・京田辺市）出身。身長176cm、体重59kg。洛南高等学校、順天堂大学スポーツ健康科学部卒業。大塚製薬所属。現在は引退し、大塚製薬のアシスタントコーチをしている。ユニバーシアードバンコク大会男子5000m2位。2009年東アジア競技大会男子5000m2位。2010年第94回日本陸上競技選手権大会男子5000m優勝者。

## 人物・略歴
中学校では野球部に所属していたが、陸上の試合にも駆り出されていたといい、中学3年になって陸上に転向した。ラストスパートが持ち味である。双子の弟（悟史）は同じ中学・高校から龍谷大学進学ののち、揃って大塚製薬に就職。松岡兄弟として知られ、刺激し合い切磋琢磨している。同学年には北村聡、上野裕一郎、伊達秀晃がいる。高校時代には4人とも5000mで13分台を出しており大学進学以降もそろって第一線級で活躍を続け、「四天王」とも呼ばれている。
順天堂大学時代、関東インカレでは大会新記録を記録し日本人1位となるなど上位に入賞し、日本選手権でも大学生ながら入賞するなど、トラック種目の中・長距離走で活躍。2006年の関東・日本両インカレで、スピードをつけるために取り組んでいた1500mで大会記録を更新するなどの結果を残した。2007年にはユニバーシアードバンコク大会日本代表に選出されて出場し、銀メダルを獲得している。大学卒業後は大塚製薬へ進み、活躍を重ねた。2009年12月には香港で開催された東アジア競技大会5000mに出場、13分58秒00の記録で李子成に次ぐ2位に入り銀メダルを獲得した。2010年6月の第94回日本選手権5000mでは第2集団を引っ張るなど果敢に先行するレースを見せ、ラストスパートで大西智也以下を抑えて優勝を飾った。
高校時代から駅伝競走においても優れた成績を残しており、全国都道府県対抗男子駅伝では2003年第8回大会で1区区間記録を樹立した。大学時代、足の故障に悩まされたが第83回箱根駅伝では3区を走り、今井正人らとともに順天堂大学完全優勝に貢献した。出雲駅伝では2004年第16回大会4区、2007年第19回大会3区で区間賞を獲得した。2010年の第54回全日本実業団対抗駅伝競走大会では3区に登場、10人を抜いて9位まで順位をあげる走りで大塚製薬の7位入賞に大きく貢献した。

## 主な戦績
| 年   | 大会                                       | 種目       | 順位 | 記録       | 備考                  |
| ---- | ------------------------------------------ | ---------- | ---- | ---------- | --------------------- |
| 2002 | 第55回全国高等学校総合体育大会陸上競技大会 | 5000m      | 8位  | 14分12秒70 |                       |
| 2003 | 第56回全国高等学校総合体育大会陸上競技大会 | 5000m      | 8位  | 14分09秒83 |                       |
| 2003 | 第58回国民体育大会                         | 少年A5000m | 4位  | 14分06秒82 |                       |
| 2004 | 世界クロスカントリー選手権                 | ジュニア   | 28位 |            |                       |
| 2004 | 第73回日本学生陸上競技対校選手権大会       | 10000m     | 6位  | 28分48秒75 |                       |
| 2004 | 第73回日本学生陸上競技対校選手権大会       | 5000m      | 7位  | 14分16秒34 |                       |
| 2005 | 世界クロスカントリー選手権                 | シニア     | 82位 |            |                       |
| 2005 | 第84回関東学生陸上競技対校選手権大会       | 5000m      | 3位  | 28分25秒05 | 日本人1位             |
| 2005 | 第84回関東学生陸上競技対校選手権大会       | 10000m     | 3位  | 13分42秒44 | 日本人1位             |
| 2006 | 第85回関東学生陸上競技対校選手権大会       | 1500m      | 2位  | 3分43秒84  | 大会新記録, 日本人1位 |
| 2006 | 第85回関東学生陸上競技対校選手権大会       | 5000m      | 7位  | 14分00秒91 |                       |
| 2006 | 第90回日本陸上競技選手権大会               | 5000m      | 6位  | 13分53秒94 |                       |
| 2006 | 第75回日本学生陸上競技対校選手権大会       | 1500m      | 2位  | 3分47秒41  |                       |
| 2006 | 第75回日本学生陸上競技対校選手権大会       | 5000m      | 6位  | 13分47秒24 |                       |
| 2007 | 第86回関東学生陸上競技対校選手権大会       | 5000m      | 2位  | 14分01秒17 |                       |
| 2007 | 第86回関東学生陸上競技対校選手権大会       | 1500m      | 2位  | 3分46秒21  |                       |
| 2007 | 第76回日本学生陸上競技対校選手権大会       | 10000m     | 2位  | 28分55秒66 | 日本人1位             |
| 2007 | 第76回日本学生陸上競技対校選手権大会       | 5000m      | 2位  | 13分36秒51 | 順天堂大学新記録      |
| 2007 | 第91回日本陸上競技選手権大会               | 5000m      | 6位  | 13分58秒75 |                       |
| 2007 | 第24回ユニバーシアード                     | 5000m      | 2位  | 14分09秒33 |                       |
| 2008 | 第92回日本陸上競技選手権大会               | 5000m      | 14位 | 14分02秒07 |                       |
| 2008 | 第92回日本陸上競技選手権大会               | 1500m      | 7位  | 3分53秒06  |                       |
| 2009 | 第93回日本陸上競技選手権大会               | 5000m      | 4位  | 13分53秒43 |                       |
| 2009 | 第5回東アジア競技大会                      | 5000m      | 2位  | 13分58秒00 |                       |
| 2010 | 第58回兵庫リレーカーニバル                 | 1500m      | 9位  | 3分49秒26  |                       |
| 2010 | 第26回静岡国際陸上競技大会                 | 5000m      | 7位  | 13分35秒37 |                       |
| 2010 | 第94回日本陸上競技選手権大会               | 5000m      | 優勝 | 13分40秒11 |                       |

### 駅伝成績
| 年   | 大会                                   | 区間 | 距離    | 順位     | 記録          | 備考                     |
| ---- | -------------------------------------- | ---- | ------- | -------- | ------------- | ------------------------ |
| 2001 | 第52回全国高等学校駅伝競走大会         | 5区  | 3.0 km  | 区間4位  | 8分53秒       |                          |
| 2002 | 第53回全国高等学校駅伝競走大会         | 1区  | 10.0 km | 区間8位  | 29分47秒      |                          |
| 2003 | 第8回全国都道府県対抗男子駅伝競走大会  | 1区  | 7.0 km  | 区間賞   | 19分51秒      | 区間新記録（現区間記録） |
| 2003 | 第54回全国高等学校駅伝競走大会         | 1区  | 10.0 km | 区間7位  | 29分34秒      |                          |
| 2004 | 第9回全国都道府県対抗男子駅伝競走大会  | 1区  | 7.0 km  | 区間賞   | 20分07秒      |                          |
| 2004 | 第16回出雲全日本大学選抜駅伝競走       | 4区  | 6.5 km  | 区間賞   | 18分42秒      |                          |
| 2004 | 第36回全日本大学駅伝対校選手権大会     | 1区  | 14.6 km | 区間5位  | 44分08秒      |                          |
| 2005 | 第81回東京箱根間往復大学駅伝競走       | 2区  | 23.2 km | 区間11位 | 1時間10分41秒 |                          |
| 2006 | 第82回東京箱根間往復大学駅伝競走       | 2区  | 23.2 km | 区間14位 | 1時間10分20秒 |                          |
| 2007 | 第83回東京箱根間往復大学駅伝競走       | 3区  | 21.5 km | 区間4位  | 1時間03分57秒 |                          |
| 2007 | 第19回出雲全日本大学選抜駅伝競走       | 3区  | 8.5 km  | 区間賞   | 24分28秒      | 8人抜き                  |
| 2007 | 第39回全日本大学駅伝対校選手権大会     | 2区  | 13.2 km | 区間2位  | 37分48秒      |                          |
| 2009 | 第53回全日本実業団対抗駅伝競走大会     | 3区  | 13.7 km | 区間9位  | 39分05秒      |                          |
| 2009 | 第14回全国都道府県対抗男子駅伝競走大会 | 3区  | 8.5 km  | 区間3位  | 24分01秒      | 14人抜き                 |
| 2010 | 第54回全日本実業団対抗駅伝競走大会     | 3区  | 13.7 km | 区間4位  | 38分52秒      | 10人抜き                 |

## 記録
|                    | 1500m     | 5000m                           | 10000m                          |
| ------------------ | --------- | ------------------------------- | ------------------------------- |
| 2001年 （高校1年） |           | 14分50秒00                      |                                 |
| 2002年 （高校2年） | 3分51秒33 | 13分57秒6 ※高校2年歴代3位       |                                 |
| 2003年 （高校3年） | 3分49秒90 | 14分06秒82                      |                                 |
| 2004年 （大学1年） | 3分53秒31 | 14分06秒61                      | 28分48秒75                      |
| 2005年 （大学2年） |           | 13分42秒44 ※ジュニア日本歴代5位 | 28分25秒05 ※ジュニア日本歴代8位 |
| 2006年 （大学3年） | 3分43秒84 | 13分47秒24                      | 29分03秒89                      |
| 2007年 （大学4年） | 3分46秒21 | 13分36秒51                      | 28分25秒45                      |
| 2008年             | 3分50秒33 | 13分44秒72                      |                                 |
| 2009年             |           | 13分36秒90                      | 28分22秒46                      |
| 2010年             |           | 13分35秒37                      | 28分19秒06                      |

※太字は自己記録

## 関連人物
- 小野裕幸 - 順天堂大学の1学年後輩で次代主将